# Мантаев, Абузагир Арзулумович
Абузагир Арзулумович Мантаев (прозвище — Абу Зарр; 14 сентября 1975, Махачкала — 9 октября 2005, там же) — дагестанский джихадист, политолог и религиозный деятель, профессионально занимался футболом. Кандидат политических наук, преподаватель исламских дисциплин. Начал учёную деятельность в Дагестане, защитил кандидатскую диссертацию в Москве. Вернувшись, занялся политикой и стал помощником Надиршаха Хачилаева. После убийства Хачилаева ушёл в вооружённое исламистское подполье, вступив в группировку «Шариат». Погиб в ходе спецоперации силовиков в 2005 году.

## Биография

### Становление
Родился в известной дагестанской семье, бабушка — заслуженная поэтесса Дагестана, дяди — высокопоставленные офицеры МВД и ФСБ. По национальности — кумык. С 1991 по 1996 год играл в профессиональном футболе в махачкалинских клубах «Динамо» и «Анжи» на позиции полузащитника. По описанию его знакомого, Мантаев «всегда пользовался уважением среди своих сверстников, про таких говорят „душа компании“; будучи красавцем, нравился девушкам».
Знал несколько языков. В частности, он был единственным знатоком древнепрованского языка в Дагестане. По словам Орхана Джемаля, Мантаев мог прочитать в оригинале трубадура Кретьена де Труа. С отличием окончил исторический факультет ДГУ и в течение года изучал арабский язык в Египте. Лидером дагестанской общины в Египте был Аббас Кебедов, чьим близким другом стал Мантаев. В Дипломатической академии в Москве защитил кандидатскую диссертацию по политическим наукам в 2002 году на тему «„Ваххабизм“ и политическая ситуация в Дагестане». На тот момент Мантаев, познакомившийся с салафитским учением во время учёбы в Египте, уже был очень религиозен.

### Трудовая деятельность
После защиты диссертации вернулся в Махачкалу. По описанию знакомых Мантаева, «ради Аллаха он оставил дипломатическую карьеру, поскольку для кафиров из дипакадемии молящийся человек не может работать на дипломатическом поприще. И это несмотря на то, что он блестяще защитил диссертацию по политологии в стенах этой же академии». В Махачкале устроился секретарём и правой рукой политика Надиршаха Хачилаева. Но в 2003 году Хачилаев был убит в результате покушения, Мантаев из соображений безопасности уехал в Москву, где работал в Духовном управлении мусульман Европейской части России заведующим отделом по работе с молодёжью, а также преподавал в Соборной мечети.

### В подполье
Тем временем в Дагестане после 1999 года со стороны государственных спецслужб началось давление на мусульман-салафитов. Как следствие этого возникло исламистское вооружённое движение «Шариат» под руководством Расула Макашарипова, начавшая боевые действия против правоохранительных органов.
В Москве Мантаев задержался ненадолго. Вскоре он вернулся в Дагестан и вступил в ряды «Шариата». Предполагается, что поворотным моментом, радикализировавшим взгляды Мантаева, стало убийство Хачилаева. Поводом для ухода Мантаева в подполье были последствия ликвидации лидера «Шариата» — Расула Макашарипова, это воодушевило силовиков, и они ужесточили репрессии против салафитов, арестован был также друг Мантаева Аббас Кебедов, известный как лидер «умеренных» исламистов. Был другом Ясина Расулова. Также в начале сентября в интернете появилась фототография, где в лесу стоят Мурад Лахиялов, Гаджи Меликов, Ясин Расулов и сам Мантаев все вооруженны и смотрят в камеру.
Мантаев был убит 9 октября 2005 года российскими силовиками при штурме дома № 40 на улице Первомайской в Махачкале вместе с другими троими членами «Шариата». По заявлению «Шариата», в ходе этой спецоперации именно Мантаев убил силовиков Сергея Подвального и Магомедшамиля Абдурагимова.

## Взгляды
Основываясь на арабских и российских источниках, Мантаев в диссертации 2002 года раскрывает роль «ваххабизма» в общественно-политической жизни постсоветского Дагестана, а также анализирует истории ваххабизма и суфизма. По его утверждению, термин «ваххабизм» в данном контексте вводит в заблуждение, и более правильным является термин «салафизм». Раскрывая тему конфликта между салафитским и суфийским течениями ислама в Дагестане, Мантаев занимает позицию наблюдателя, стремясь высказать критическое мнение о них обоих. Писал о том, что все без исключения современные конфликтные внутримусульманские вопросы Дагестана существуют уже несколько веков, а также не являются отличительной чертой только этой мусульманской республики.
Отмечается, что Мантаев был одним из первых политологов, кто указал на то, что события 1999 года в Дагестане в действительности являлись не вторжением чеченских боевиков в республику, а внутренним противостоянием мусульман-салафитов с дагестанскими властями, в которую была вовлечена Чечня.

## Семья и личная жизнь
Отец: Мантаев Арзулум Арсланалиевич (род. 1947) — бывший футболист махачкалинского «Динамо» и грозненского «Терека». Дядя: Мантаев Мантай Арсланалиевич (род. 1949) — бывший футболист махачкалинского «Динамо», играл в ГДР. Младший брат — Арслан Мантаев (род. 1982), играл за «Анжи» в 2002 году нападающим.
По описанию друга Мантаева, «во время учёбы в дипломатической академии Абу Зарр жил в студенческой гостинице академии. Будучи мусульманином, он вёл уединённый образ жизни, отдалившись от кафирских загулов и похождений. Он был красивым мусульманином, и многие не могли поверить, что у него нет „романов“. Дело доходило до того, что за ним следили девушки, пытаясь узнать, кто же в его сердце. Но всё безрезультатно». По окончании учёбы, за три года до смерти, женился, родились дочь и сын.

## Оценки
- По словам социолога Даниса Гараева, на Северном Кавказе Мантаев, наравне с Ясином Расуловым, Анзором Астемировым и другими, был известен как интеллектуал, и его обращение к методам и данным светской науки, следование рациональной логике во многом способствовали его популярности и привлекательности[17].
- Российский журналист Руслан Курбанов характеризовал Мантаева как одного из «дагестанских интеллектуалов, вышедших на тропу войны с российским государством»[18].
- Подполковник милиции, начальник отдела по противодействию экстремизму ГУ МВД РФ, Гапал Гаджиев писал: «Ясин и Абузагир были исключением, пожалуй, единственным в Дагестане на сегодняшний день. Никто не собирается это отрицать. Они были образованны и разумны, увлеклись малость романтикой, кстати, пользовались большим уважением среди нормальных моих коллег»[19].